# Canada Sevens
Il Canada Sevens è un torneo annuale che si svolge all'interno delle World Rugby Sevens Series. Viene disputato, a partire dal 2016, al BC Place di Vancouver.

## Finali
| Anno          | Finale di Cup | Finale di Cup | Finale di Cup | Finale Plate | Finale Plate | Finale Plate |
| Anno          | Vincitore     | Punteggio     | Finalista     | Vincitore    | Punteggio    | Finalista    |
| ------------- | ------------- | ------------- | ------------- | ------------ | ------------ | ------------ |
| 2016 Dettagli | Nuova Zelanda | 19 - 14       | Sudafrica     | Samoa        | 31 - 19      | Stati Uniti  |
| 2017 Dettagli | Inghilterra   | 19 - 7        | Sudafrica     |              |              |              |
| 2018 Dettagli | Figi          | 31 - 12       | Kenya         |              |              |              |
| 2019 Dettagli | Sudafrica     | 21 - 12       | Francia       |              |              |              |
| 2020 Dettagli | Nuova Zelanda | 17 - 14       | Australia     |              |              |              |